# Mona Inglesby
Mona Inglesby, all'anagrafe Mona Vredenburg (Londra, 3 maggio 1918 – Bexhill-on-Sea, 6 ottobre 2006), è stata una ballerina, coreografa e direttrice artistica britannica.

## Biografia
Mona Inglesby nacque a Londra nel 1918 da madre britannica e padre olandese. Iniziò a danzare durante l'infanzia e a dodici anni divenne allieva di Marie Rambert, perfezionandosi anche presso Tamara Karsavina e Vera Volkova. A quattordici anni cominciò a danzare con il Ballet Theatre, dove fu collega di Frederick Ashton, Harold Turner, Alicia Markova ed Antony Tudor. Delusa dal metodo Cecchetti, si rivolse ad insegnanti del metodo Mariinskij, tra cui Ljubov' Nikolaevna Egorova, Matil'da Feliksovna Kšesinskaja e Ol'ga Preobraženskaja a Parigi e Nikolaj Legat a Londra. Nel 1939 danzò con i Ballets Russes de Monte-Carlo alla Royal Opera House.
Parallelamente all'attività sulle scene, dall'età di diciotto anni cominciò a sperimentare con la coreografia, grazie anche agli insegnamenti di Antony Tudor. Il suo primo balletto, Endymion, fu portato al debutto dal Ballets de la Jeunesse Anglaise nel 1938. Tra il 1940 e il 1946 coreografò altri quattro balletti: Amoras, Planetomania, Everyman e The Masque of Comus. 
Nel 1941 fondò una propria compagnia, l'International Ballet, di cui fu direttrice artistica e prima ballerina fino al 1953. Pur essendo stata la maggiore compagnia inglese durante i difficili anni della guerra, nella seconda metà degli anni quaranta non riuscì a rimanere al passo con la competizione (il Sadler's Wells Ballet, il Ballet Rambert, il Sadler's Wells Theatre Ballet e il Festival Ballet) e fu costretta a chiudere. In questi anni ottenne buone recensioni per le sue interpretazioni in ruoli romantici e classici come Giselle, Swanhilda in Coppelia, Aurora ne La bella addormentata e Odette/Odile ne Il lago dei cigni. In questo periodo Inglesby svolse un ruolo chiave nell'assicurare la sopravvivenza della "Collezione Sergéev", le annotazioni di Nikoláj Grigor'evič Sergéev per ricreare le coreografie originali di una ventina di balletti coreografati da Marius Petipa per il Teatro Imperiale di San Pietroburgo prima della rivoluzione.
Nel 1944 sposò il capitano Edwin Derrington e nel 1953 la coppia di ritirò a vita privata nel Sussex con il figlio Peter. Inglesby morì all'età di 88 anni nel 2006, vent'anni dopo essere rimasta vedova.